# 江南スタイル
『江南スタイル』（カンナムスタイル、朝: 강남스타일、英: Gangnam Style）は、PSYの6枚目の正規アルバム『PSY6甲』に収録されたタイトル曲である。

## 概要
作詞：PSY(サイ)、作曲：PSY(サイ)、ユ・ゴニョン、編曲：ユ・ゴニョン。
Psyは本曲で自分が思う素敵な男性像（丁寧だが遊ぶ時は遊ぶ男、筋肉より思想が厚い男）と女性像（昼間は暖かい人間的な女性、夜が来ると心臓が熱くなる女性）を取り上げ、一緒に楽しく遊ぼう雰囲気を演出する。歌詞は、"sexy lady"や"style"、"baby baby"、"You know what I'm saying（俺の言っていることがわかるかい）"といった英語のフレーズ以外は、大部分が韓国語で歌唱されている。

乗馬ダンス（CGによる再現）

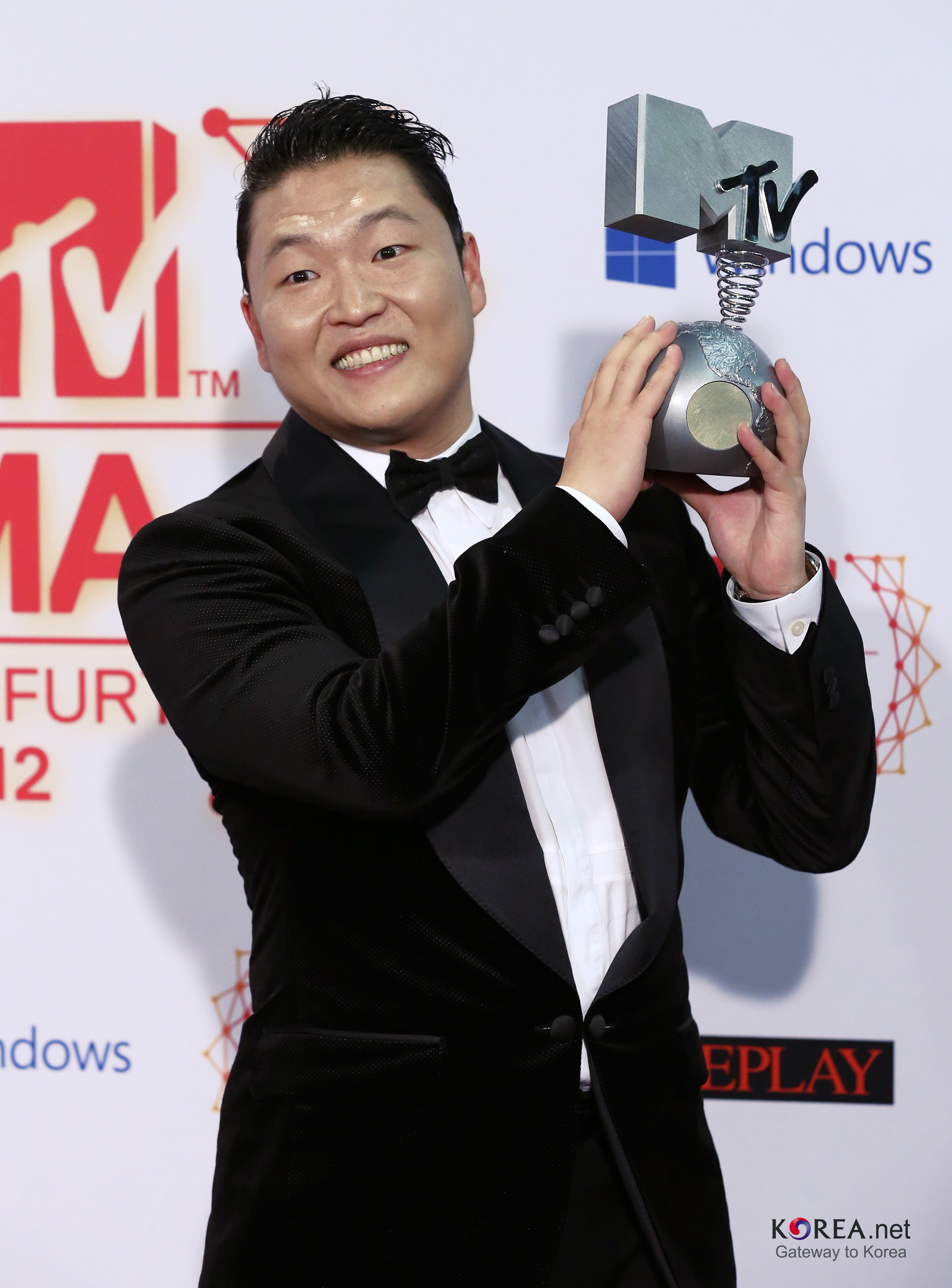
PSY（サイ）

同曲の振り付けは、「乗馬ダンス」（「馬ダンス」と表記される場合もある）と呼ばれている。当時、世界中でヒットした振り付け動作だった。
曲名の「江南」は、PSY本人の出身地で高級住宅街が多いことでも有名な、ソウル特別市江南区のことである（より広範囲の地域を含む場合もある。「江南 (ソウル特別市)」も参照）。Psyが成長していた90年代の頃、江南はいわゆる「オレンジ族」と呼ばれた新世代の卒部たちの象徴となり、笑いに遭ったりもしたが、もう少し簡単に言えば、特定の富村を離れて本人が考える江南地域のスタイルを表現した歌といえる。
作曲・編曲を手がけたユ・ゴニョンは、同曲の誕生について次のような裏話を語っている。ユは、「曲自体、作ることは難しくない曲だった。PSY兄さんが作詞をすぐ終えた。実は、『江南スタイル』のスタイルは、何回も変わっていた。様々なバージョンがあり、最初の雰囲気と今の雰囲気はまったく違う。何回も何回も変えているうちによりシンプルになって、最近のトレンドに近づく事ができたと思う。PSY兄さんもそうだし、私も仕事をする時はとても完璧主義者だから、何回も変えたのだと思う。とても苦労して作り上げた曲だけれど、新年になって､初めて曲が出た時はとても不安だった。『江南スタイル』は少し聞いただけだと、これまで私とPSY兄さんが作った曲と似たような雰囲気の曲だと思えるかもしれないけれど、実はまったく違う曲だったからだ。」「この曲は、ものすごくヒットするか、最悪の状況になるかどっちかだろうと思った。兄さんと一緒に作りながら、こんなに不安になったことはなかった。アルバムが公開されてずっと兄さんと携帯で連絡を取りながら、とても不安だった。私たちの立場では果敢な試みであった。このような曲をタイトル曲にしたという事が、今考えてみても驚きだし、結果的にはいい選択であった」。同曲は、それ以前にユがPSYと共作した楽曲とは異なり、サビのメロディーラインが無く、すぐ「馬ダンス」につながる点が、ユに「これでいいのか」と思わせる要因だったようだ。
ミュージックビデオの撮影場所は、江南地区を流れる漢江の河川敷や仁川都市鉄道1号線国際業務地区駅のホームなどであった。共演者は、女性音楽グループ「4minute」のメンバーであるキム・ヒョナ、男性音楽グループ「BIGBANG」のメンバーであるV.IとD-LITE（所属事務所はPSYと同じくYGエンターテインメント）、お笑いタレントのノ・ホンチョルやユ・ジェソクなどである。

## YouTube経由で世界的大ヒットに
同曲が発表されるまで、PSYは韓国国内では一定の人気と知名度があったが、国外では無名に近かった。しかし同曲は欧米諸国を中心に世界的大ヒットを記録し、PSYは一躍、韓国を代表する世界的スーパースターになった。PSYは、「『江南スタイル』は海外を狙って作った曲ではなかった。なのに、驚くべきことが起きてしまったのだ。ドッキリカメラではないかと思った。なぜ僕にこんなことが起きるんだろうと思った」、「何も意図したことがなかったために（人気要因を）分析する暇もなかった」と語っており、同曲を発表した時点では海外進出の意思は無かったとされている。にもかかわらず、世界的大ヒットになったのは、YouTubeで公開されたミュージックビデオが世界各国で好評になったことが要因である。
2012年7月15日にYouTubeに公開されたミュージックビデオは、ケイティ・ペリーやマルーン5らによって話題にされ、公開から2ヵ月で再生回数1億回を突破した。レディー・ガガの「ポーカー・フェイス」は、約3年で1億3000万回を記録したのに対して、「江南スタイル」は58日で同じアクセス回数を記録した。その後、「江南スタイル」のビデオは2012年10月8日に4億回以上の再生回数を記録し、アデルの「ローリング・イン・ザ・ディープ」、ブルーノ・マーズの「ザ・レイジー・ソング」などを超えた。さらに2012年10月20日には、5億回以上の再生回数を記録し、レディー・ガガの「バッド・ロマンス」、LMFAOの「パーティ・ロック・アンセム」などを超え、2012年10月31日には、6億回以上の再生回数を記録し、エミネムの「ラヴ・ザ・ウェイ・ユー・ライ」、ジェニファー・ロペスの「オン・ザ・フロア」などを超えた。そして2012年11月13日には再生回数7億回を突破。そしてついに、長年再生回数1位の座に居座っていたジャスティン・ビーバーを抑えて、2012年11月24日に8億回を超える再生回数でギネス記録を保持しているジャスティン・ビーバーの「ベイビー」の記録を4ヵ月で塗り替えた。その次のタイトルとして2012年12月21日にYouTube開設以来史上初となる一つの動画においての再生合計回数10億回を超えたのである。さらに勢いは止まることを知らず、2020年3月2日時点のYouTubeの再生回数は35億回を突破した。現在(2021年3月9日)時点の再生回数は、韓国人アーティストとして初の快挙である40億回を突破した。ギネスブック2013年版には11億回と記載されているため、短期間でのこれほどの再生回数の伸びはまれである。再生回数14億回を突破したのが2013年3月31日の出来事であるため単純計算をした場合約1か月で再生回数が1億回を記録していることになる。
YouTubeでの再生回数が1億回を突破した2012年9月3日時点における国別の再生回数は、1位がアメリカの1936万6054回、2位が韓国の1706万2827回、3位がタイの897万6791回、4位がマレーシアの679万1181回、5位がカナダの365万2129回だった。100万回以上の再生回数を記録した19カ国のうち、欧州や北米が12カ国含まれていた。その一方で、以前から韓流ブームが存在していた日本では20位で95万7901回、中国では128位で2785回といった状況で、再生回数は相対的に少なかった（ちなみに、過去のYouTubeにおけるK-POPの動画再生回数(あらゆる韓国人歌手の楽曲を含む)では、日本は2011年に4億2368万3759回で1位を記録した）。以上の数字は、『江南スタイル』のミュージックビデオが、従来のK-POPアイドル歌手とは違う形で広がったことを示している。
2012年10月12日にYouTubeはランキングの仕様変更を実施し、動画のクリック回数より視聴時間を重視して検索結果の順位に反映する方式に変更した。この時、一時的にランキングが1位から100位圏外になり、その後、再び1位となるという現象が起きた。その際、『江南スタイル』の再生回数を水増しする工作が行われたのではないかという憶測が登場した。
2014年5月31日には、YouTube再生回数が20億回を突破した。そして同年12月には算術オーバーフローを起こす21億4748万3647回に達したが、YouTube側では再生回数のカウンタを64ビットに拡張して対応している。
YouTube副社長を務めたロバート・キンセルは、著書で次のように述べた。強
2016年6月には、YouTube再生回数が26億回を突破し、2017年7月にウィズ・カリファ featuring チャーリー・プースの「シー・ユー・アゲイン」に更新されるまで5年間、YouTubeでの再生回数1位の記録を保持した。
その後フォートナイトなどとコラボした。
2023年12月30日、YouTube再生回数が50億回を突破した。(K-POPとしては初)。

## チャート成績
アメリカのビルボード誌の「Hot 100」では、2012年9月26日に2位を獲得した。これは、韓国人歌手としては、過去最高記録だった。同年11月7日までの間には、7週連続で2位を獲得した。また、アジア人歌手またはアジア圏発祥の楽曲がBillboard Hot 100で2位以内にランクインしたのは、坂本九『上を向いて歩こう（米題：「SUKIYAKI」）』が1963年に3週連続で1位になって以来である。
全英シングルチャートではアジア人初の週間1位とミリオンセラーを記録している。
イギリスを含むオーストラリア、オーストリア、オランダ、カナダ、ベルギー、ドイツ、デンマーク、フィンランド、ホンジュラス、ポルトガル、ニュージーランド、ノルウェー、ルクセンブルクの計14ヶ国で、公式チャートで最高1位を獲得した。
もちろん、PSYの母国である韓国でも大ヒットした。KBSの歌番組『ミュージックバンク』では、2012年11月16日の放送までに10週連続、累計13回も1位を獲得した。これは、2009年に少女時代『Gee』が9週連続1位を獲得して以来の新記録である。当時のPSYは、欧米諸国でのプロモーション活動で多忙だったため、『ミュージックバンク』に出演して『江南スタイル』を歌ったことは一度も無かった。同番組の歴史では、出演しない歌手が1位を獲得するのは異例の出来事だった。
ガオンチャートとMnet音源チャートでは、それぞれ5週連続1位を獲得しケーブルテレビMnetの音楽番組『M! Countdown』では3週連続1位を獲得した。
韓国の芸能・スポーツ情報サイトOSENが、2012年1〜11月期のGAONチャートにおけるデジタルチャート、アルバムチャート、YouTube基準のミュージックビデオ再生回数を総合し、各分野でベスト5を選んだところ、PSYは音源とYouTubeの2部門でトップになった。

## 欧米諸国でのプロモーション活動
同曲がYouTube経由で欧米諸国でも注目を集めると、PSYは2012年後半から、欧米諸国に直接出向いてプロモーション活動を開始した。PSYは欧米におけるマネージメント契約を、ジャスティン・ビーバーのマネージャーでもあるスクーター・ブラウンと結んだ。PSYは、アメリカへの留学経験があるために英語が堪能であり、アメリカやイギリスでの活動は通訳無しで行った。
アメリカでは、『エレンの部屋』『The Today Show』『サタデー・ナイト・ライブ』などの有名テレビ番組に相次いで出演した。2012年9月に放送された『エレンの部屋』では、共演したブリトニー・スピアーズに、『江南スタイル』の振り付けである「乗馬ダンス」を教え話題となった。同番組では、司会者のエレン・デジェネレスがブリトニーに、「ダンスを習うには靴から脱がなければならないのではないのか」と発言したら、PSYは「そんな必要はない」として「服はおしゃれに、ダンスはちゃちに(Dress Classy Dance Cheesy)にすればいい」と発言した。この言葉は各種のパロディを作り出し、言葉をTシャツにプリントする人もいたとされている。
同年11月14日にニューヨークのマディソン・スクエア・ガーデンで開催されたマドンナのコンサートにPSYがゲスト出演し、2万人の観客の前で『江南スタイル』を歌い、マドンナと一緒に乗馬ダンスを踊った。
同年11月18日にロサンゼルスで開催された「第40回アメリカン・ミュージック・アワード(AMA)」で、PSYはM.C.ハマーと共演した。具体的には、PSYが『江南スタイル』を歌っている途中で、M.C.ハマーが代表曲『Too Legit To Quit』を歌うというマッシュアップの手法による共演だった。この共演は、同年10月のGoogle Zeitgeistイベントのパーティで、PSYのマネージャーであるスクーター・ブラウンがハマーに会い、PSYがハマーのファンであるからぜひ共演してほしいと話を持ちかけたところ、ハマーがこれを快諾したことで実現した。PSYとM.C.ハマーの共演は、同年12月31日にニューヨークのタイムズスクエアで開催された年越しライブで再び実現した。
ヨーロッパ諸国では、イギリス、フランス、ドイツなどでプロモーション活動を実施した。例えば、イギリスでは同年11月7日にオックスフォード大学で講演を行うなどの活動をした。

## 受賞
2012年9月17日には、2012MTVヨーロッパ・ミュージック・アワードの最優秀ビデオ賞にノミネートされた。また、YouTubeの「グッド!」クリック数最多記録を達成したとしてギネス世界記録に認定され、その証明書は、2012年11月8日にイギリスでPSY本人が受け取った。
同月12日には、2012MTV EMAでベスト・ビデオ部門を受賞した
。
2013年1月26日には、フランスのカンヌで開催された『NRJ Music Awards』にPSY本人も出席し、インターナショナル・ソング、インターナショナル・ビデオの2部門と特別賞の計3個のトロフィーを獲得した。

## パロディ・替え歌・リミックス
- 曲が世界的な注目を集めると、多数のパロディ動画が制作された。Cody Simpson[44] や Fine Brothers [45] といったミュージシャンのほか、the Tampa Bay Buccaneers Cheerleaders[46] や The Ohio University Marching 110 [47] といったアマチュアによる動画もYouTube上にアップロードされた。2012年8月8日までに「江南」をタイトルに含む動画が1000本近くアップロードされた[48]。また、スウェーデンのプロアカペラグループのザ・リアル・グループが「Reindeer Rodeo」という題でこの曲の替え歌を歌っている[49]。彼らの地元であるストックホルムにちなんで、Stockholm Styleとして歌っている。
- YouTuberのimod jpが2021年にカンナムスタイル・改を発表し、その意味のわからない中毒性から大人気に。3000万回再生を突破した。さらに2024年には新たにカンナムスタイル・αを発表。カオス度合いに磨きがかかっている。
- 2012年にYouTubeで流行った動画を組み合わせたYouTube公式動画"Rewind YouTube Style 2012"は江南スタイルを中心にした構成で、PSY自身も出演している。同じ趣旨の2013年版の動画"What Does 2013 Say?"ではThe Foxが中心の構成だがPSYのジェントルマンが途中に挿入されている。
- このほか各国の様々なイベントでもパロディが披露された。スイスのジュネーヴで、地元ラジオ局が「スイス版カンナムスタイル」を踊るイベントを行って300人ほどの参加者を集めたほか[50]、エルサレムでも同様のイベントが行われた[51]。
- 2012年9月には、アメリカ・カリフォルニア州エルモンテ市でプールの監視員をしていた職員14人が、同曲のパロディービデオを撮影したが、市当局は市役所のロゴが入っている制服姿で、市の所有物であるプールで映像を撮ったことをルール違反だと判断し職員たちを解雇した。これに対して職員たちは、プールの利用時間が終わった後に撮影をしたので、利用客に迷惑をかけたことがなく市の名誉を毀損したこともないと主張した[52]。PSYは、同月14日に出演したアメリカ・MTVテレビの番組で、解雇された職員を復職させてほしいと発言した[53]。同年10月16日にエルモンテ市議会は、職員を復職させる議案を賛成多数で可決した[54]。
- 2012年に行われたアメリカ合衆国大統領選挙の直前には、オバマ大統領を題材にした「オバマスタイル（Obama Style）」[55]や、共和党のロムニー候補を題材にした「ミット・ロムニースタイル（Mitt Romney Style）」[56] といった替え歌が作られた。
- 風刺動画を専門に制作しているアメリカのBarely Political社は、北朝鮮の金正恩第一書記を題材にした「キムジョンスタイル（KIM JONG STYLE）を制作した[57]。
- コロンビアの映像制作会社であるInternautismo Crónicoは、替え歌の「Zombie Style（ゾンビスタイル）」を制作した[58]。
- 同曲で「🎵オッパン カンナムスタイル（兄さんは江南スタイル）」と歌う部分は、一部のアメリカ人やイギリス人には”open condom style"あるいは”open condom star"などと、あたかもコンドームのことを歌っているかのように空耳で聴こえるようであり、この下ネタを題材にした動画も複数制作されている[59][60][61]。
- 日本国内では、以下のような替え歌あるいはパロディが作られた。
  - 渡辺直美・ガンバルスタイル
  - 山崎弘也・簡単スタイル[注釈 1]
- 他にも本楽曲の歌詞を切り貼りして改造したカンナムスタイル改や吉幾三をモデルにした青森スタイルというのがある[62]。
- 韓国の女性アイドルグループであるCRAYON POPが、2013年に発表した楽曲『パパパ』のミュージックビデオ「グローバルバージョン(Global Ver.)」には、『江南スタイル』および後続曲『ジェントルマン』のミュージックビデオをパロディにした場面がある[63]。
- リミックスとしては、アメリカのロックバンドであるリンキン・パークの1stアルバム『ハイブリッド・セオリー』に収録された全12曲を、『江南スタイル』と掛け合わせたマッシュアップ楽曲が作られた[64]。

## 経済効果
- Googleのニケシュ・アローラ最高事業責任者は、2013年1月の時点で「江南スタイル」のミュージックビデオがYouTubeの広告収入で800万ドル以上を得たと語った。YouTubeでは広告収入の半分が著作権者の収入となるので、PSYは400万ドル以上の収入を得たことになる[65]。
- その一方で、韓国音楽著作権協会（KOMCA）によると、2012年に韓国の音楽がアメリカで得た著作権収入は5800万ウォン（当時の為替レートで約500万円）だった。この年には、『江南スタイル』がアメリカでも大ヒットしたにもかかわらず、著作権収入が少なかったのは、同曲がYouTubeを通じて無料で配信されるミュージック・ビデオが主な視聴形態であり、CD販売などによる収入が少なかったのが原因である[66]。
- 韓国芸能界関係者の株式保有総額ランキングは、2012年まではSMエンタテインメント会長の李秀満が長期にわたり1位の座を維持していたが、「江南スタイル」のヒットにより、PSYの所属事務所であるYGエンターテインメント代表のヤン・ヒョンソクが、2012年9月に初めて1位を獲得した[67]。
- 同じく2012年には、PSYの父親であるパク・ウォンホが大株主を務める半導体検査機器製造会社「DI(ディアイ)」の株価も上昇した[68]。

## 著名人の反応
- アメリカのオバマ大統領は2013年5月7日にワシントンD.C.で、韓国の朴槿恵大統領と初会談した時に、「娘たちが、結構上手な『江南（カンナム）スタイル』を私に教えてくれました」と発言し、同大統領の娘である長女のマリアと次女のサーシャが「乗馬ダンス」を踊れることを明らかにした[69]。また、オバマ大統領自身も前年の2012年12月12日にPSYが出演したワシントンD.Cで開催されたクリスマスのチャリティー・コンサートに出席している[70]
- イギリスのエリザベス2世女王の三男であるエドワード王子は、2013年11月5日に同女王が主催した朴大統領を迎えた晩餐会に出席した時に、「5歳になった息子（セヴァーン子爵ジェームズ）がPSYの馬ダンスにハマッている。『江南スタイル』が英国王室にまで入ってきた」と話したという[71]。
- 2014年1月にスイスのダボスで開催された世界経済フォーラムの年次総会（ダボス会議）では、開催前日の21日夜に「2014韓国の夜（Korea Night）」と題したイベントもあり、PSYも出演した。同イベントで挨拶した朴大統領は、『江南スタイル』についても言及し、「ニューメディアのYouTubeと結合して全世界18億人に楽しさを与え、莫大な付加価値を創出した。国の経済にも寄与した」と述べ、「創造経済の良い事例」だとしてPSYの功績を称えた[72]。

## 日本での評価
日本では、PSYの知名度や人気は他のK-POP歌手に比べると低いのが現状である。その理由としては、PSYが他のK-POP歌手のように日本語詞バージョンの楽曲を発表しなかったことや、PSYが日本でプロモーション活動をしなかったこと、パパイヤ鈴木のように小太りでダンスが上手いキャラがすでに売れており、欧米で受けたPSYのダンスもそれほど目新しく映らなかったことなどが指摘されている。2012年夏ごろの時点では、PSYの日本進出が検討されており、『江南スタイル』に日本語バージョンの歌詞を付け、タイトルも『六本木スタイル』に変える案もあるとのマスコミ報道があった。しかし実際には、欧米諸国での反響のほうが大きかったので、この時点での日本進出は実現しなかった。PSYが初めて日本で出演したライブは、『江南スタイル』発表前の2012年1月に京セラドーム大阪と、さいたまスーパーアリーナで開催された『2012 YG Family Concert in Japan』だった。しかし、『江南スタイル』後の初来日は、2014年4月〜5月に京セラドーム大阪や東京ドームで開催される『YG Family World Tour 2014 -POWER- in Japan』が初めてとなる予定だったが、PSYはスケジュールの都合により出演をキャンセルした。
『TIME』誌のコラムでは、少女時代などの韓流スターが人気を集めてきた日本で、『江南スタイル』がヒットしていないのはパラドックスであり、2012年8月に竹島の領有権が日本と韓国との間での外交問題となったことが背景にあるのではないかと指摘していた。一方でMSN産経ニュースは、コリア・タウンのある東京新大久保を取材して、PSYが「かっこよくない」ことが不人気の理由で、日韓関係の政治的緊張は関係ないという韓流ファンの声を紹介していた。日本の別所浩郎駐韓国大使も、「(PSYは)美男美女が多い従来の韓国スターとは一線を画すスタイルであるため」日本で人気が無いと発言したと報道されている。

## ヒットした要因についての分析
同曲が世界的大ヒットになった要因について、関西大学教授の三浦文夫は「彼の楽曲はよくできています。まずヒップホップ系の16ビートで、乗りやすい。ん・たあ・ん・たあ、というように2拍目と4拍目を強調する『後ノリ的感覚』もある。自然と体が動くようになっています。しかもサウンド的には、アメリカの最先端の音作りとほとんど同じです。それに加えて、Twitterなどで拡散しやすい要素がある。小太りで、セレブな遊び人。それがお馬鹿をやっている。そして、なんだかんだ言っても、インパクトの強いのはあの踊り（引用者注：乗馬ダンス）。『見た？』となりますよ」と指摘していた。タレントのデーブ・スペクターは「アメリカのテレビ局は、ユーチューブで何百万回も再生された話題の人を呼ぶ。彼が日本を後回しにしてアメリカに行った、というより、先に飛びついたのがアメリカなんです。」「ビルボードで上位にランキングされ続けているのは、ラジオの影響も大きい。アメリカではテレビよりもラジオからヒット曲が生まれる。」「エルビス・プレスリーの時代から、アメリカで歌が評価される要素の一つに、ノリがいいか、踊れるかどうかもある。それを『江南スタイル』は十分に満たしている」と三浦は指摘していた。
ラジオDJで韓国大衆文化ジャーナリストの古家正亨は『江南スタイル』を「YouTubeの時代になって、音楽は聴くものから見て体感するものに変わってきました。『江南スタイル』の大ヒットは、シュールな映像とキャッチーな馬ダンスが世界中の人を虜にしたんでしょう。アメリカ人にとっては、江南（ソウルにあるリッチでおしゃれなエリア）のことも知らないだろうし、韓国語の歌詞だって理解できない。つまり、詞も曲もどうでもよくて、ただおもしろいんだと思います。かつて世界を席巻した“マカレナ（引用者注：恋のマカレナ）”や“マイアヒ（引用者注：恋のマイアヒ）”のヒットと同じ要素を持っています」と指摘していた。また、古家は「ちょうど『江南スタイル』がヒットしていた昨年（2013年）の秋、僕がたまたまハワイにいたので、現地の人々に『江南スタイル』のどこが面白いのかと質問したところ、ほとんどの人が『歌詞は良くわからないけど、頭に残るフレーズとダンスが面白い』と答えていたのが印象的でした」とも述べていた。
PSYは「あれはもう事故のようなものなので、そうそう起こることではありません。あんな事故がしょっちゅう起こっていたら人類は滅びてしまいます」と語っている。

## K-POP海外進出における歴史的意義
2000年代からの国内CD市場の縮小により海外に販路を見出さざるを得なかった韓国音楽業界（K-POP）は、汎用的なパッケージ（ミュージック、ファッション、ダンス）を対象地域の言語や嗜好に即してカスタマイズした「製品」として、YouTubeに代表されるインターネットの動画サイトを宣伝媒体として売り込むという販売戦略により、海外進出を実施していた。例えば、韓国人歌手の日本進出では、日本語バージョンの歌詞で歌い、場合によっては日本人が作詞・作曲した楽曲を歌うなどの「現地化」の手法が主流で、この戦略は功を奏していた。しかし、世界最大の音楽市場であるアメリカへの進出でも、英語バージョンの歌詞で歌い、欧米人が作詞・作曲した楽曲を歌うなどの「現地化」手法で挑戦したものの、なかなか成果を挙げられなかった。『江南スタイル』がヒットする前では、SE7ENやWonder Girls、BoA、少女時代などがアメリカ進出に挑戦したが、いずれもセールス結果は芳しくなかった。しかし、『江南スタイル』は韓国人が作詞・作曲し、歌詞の大半は韓国語であるにもかかわらず、欧米諸国で初めて大ヒットした韓国人歌手の楽曲となった。
経済評論家の「ぐっちーさん」こと山口正洋は、「アメリカ人に聞いてみると、この江南スタイルを『韓国』と意識しているわけではなく、『最近元気な、変わったアジア的エキゾチズムを感じている』という人がほとんどです。（中略）これは日本企業にとってもマーケティングなどにおいて大いに参考にすべきです。つまりそのまんま『あ、これはアジアだ』とわかるものを強烈に全面に出さないとアメリカでは成功しにくいですよ、という教訓です」と指摘していた。

## その他のエピソード
- PSYは2004年に、自身のコンサートで『Dear Americans』という曲を歌っていた。この曲は、「イラクの戦争捕虜を拷問するアメリカ兵やその家族を殺せ」という趣旨の過激な内容の歌詞だった。『江南スタイル』が大ヒットしてから、アメリカ国内でもこの曲の存在がマスコミで報じられた。これに対してPSYは、「この問題の歌は、私が8年前に歌ったものです。この歌は、当時のイラク戦争や、韓国人の女子中学生2人が(引用者注：米軍に)殺されたこと（引用者注：議政府米軍装甲車女子中学生轢死事件）への、感情的な反応を示したものでした。表現の自由には感謝しておりますが、言葉遣いに不適切な表現がある場合があるということを私は学びました。この歌詞がこういう風に伝わってしまったことに対して、深く謝罪をしたいと思っております。私は、この言葉で人を傷つけてしまったことを、一生すまないと思うでしょう」と公式声明文で謝罪した[89]。
- ミュージシャンで音楽評論家の近田春夫は、2010年の時点で、「『SUKIYAKI』(引用者注：坂本九『上を向いて歩こう』)以来極東から国際的ヒットは出ていない。今度そういうことがあったなら間違いなく韓国産だろう」と予言していた。近田は少女時代『Gee』を初めて聴いた時、「『あッ、今、日本の商業音楽が韓国に抜かれようとしている！』まさにその瞬間に立ち会ってしまったような気がしてしまったのである」と感じたようだ。その理由については、「J（引用者注：日本）といいK（引用者注：韓国）といいポップ即ち”POP MUSIC"なのだから『本場はアメリカ』のマーケットでの評価が最終の評価である。その（マーケットとの）親和性の部分ですっかりJはKの後塵を拝すポジションに収まってしまったのでは？」「韓国のポップスにはいつかインターナショナルな成功を！といった逞（たく）ましい気合が感じられる反面、我がJといえば内向きに閉じたードメスティックなー満足に終始している感がますます強く、もはや”世界”など考えるだけ無駄、みたいなことになってきているようにも思えたのだ」と分析していた。その上で、前述の予言が述べられていた[90]。近田の予言は2012年に『江南スタイル』の世界的大ヒットで的中した。
- 同曲は、使用されているシンセサイザーの音色や、ミュージックビデオの一部シーンにおける振り付けが、日本の自動車用品店であるイエローハットが2011年に放送したCMに類似しているのではないかという指摘もあった[誰?][91]。
- 2012年12月8日には、イギリスのブルックリンでIT企業に勤務していた46歳の男性が、クリスマスと妻の誕生日祝いを兼ねたパーティーで、『江南スタイル』に合わせて「乗馬ダンス」を踊った後、心臓発作を起こして急死する事件があった[92]。
- 日本のお笑いコンビオリエンタルラジオが率いる音楽グループ、RADIO FISHが2016年5月に発売したアルバムの表題曲『PERFECT HUMAN』が『江南スタイル』に酷似しているとの指摘がある[93]。
- ソウル首都圏では2021年7月12日から新型コロナウイルス感染症対策として、BPMが120を超える曲について、ダンススタジオ、フィットネスジム等での使用を禁じる措置を行った。この際、BPM=132である本曲は禁止対象の代表例として取り沙汰され、国会質問でも言及された[94]。
- 2022年4月29日に発表した9枚目の正規アルバム『PSY 9th』のタイトル曲、「That That」のミュージックビデオでは、フィーチャリングアーティストであるBTSのSUGAに、本曲のミュージックビデオでの空色のタキシードを着たPSYが頬を殴られるシーンがある。これについてPSYはインタビューに対し「『江南スタイル』との決別を意味する。新しい衣装を着た私とSUGAが過去のPSYを葬るというテーマがある」と語っている[95]。ちなみに、That Thatにはまた江南という歌詞が出てくる。ここでは、東西南北江北江南すべて集まって遊ぼうと提案する。実際にPsyがデビュー時からずっと押し続けてきたコンセプトの1つが戦うのはもうやめて「みんな楽しく遊ぼう」ということだ。